# 梵行
梵行（ぼんきょう; brahma-cariyaṃ）、浄行（じょうぎょう）、清浄行（しょうじょうぎょう）とは、原語はブラフマチャリヤであり、梵天（Brahmā）の行（caryā）を意味する。
厳密には清らかな行、崇高な行ということで、宗教的な修養のことを意味しているとされる。しかし、初期仏教において「清らかな行い」とは、宗教的な修養ということを意味するものにとどまらず、善友という考え方との関係からすると、ゴータマの宗教的活動の全体を意味するものでもあった。

## 初期仏教
比丘たちよ、このように見て、聖なる言葉を聞く弟子は、 ... 貪りを離れるゆえに解脱する。解脱すれば「解脱した」という智慧が生じる。

「生は尽きた。梵行は完成した。なされるべきことはなされ、もはや二度と生まれ変わることはない」と了知するのである。
—パーリ仏典,大犍度 初転法輪

比丘たちよ、愚者は正しく苦を滅尽するための、梵行（brahmacariyaṃ）を行なっていないのだ。それゆえ愚者は、身体が崩壊しても、新たな身体が存在し、新たな身体に至るため、生・老死・悲・悲嘆・苦・憂・悩より解放されず、苦より解放されないと私は説く。
—パーリ仏典, 相応部因縁相応 12.19 愚賢経, Sri Lanka Tripitaka Project
初期の教えにおいて、悟りの道を歩んでゆく人の道筋には、世間を覆っている無明というものから抜け出るまでは、無我という観点から、実体的なものと考えられやすい身体的な自己を調御してゆくことがその始まりにあるとされた。そして煩悩の汚れを滅ぼしつづけることにより窟のうちに留まっているたましい（霊）を解脱するという観点から、真人の我となることを目的としてゆくということが、悟りへの道であると説かれていたようである。さとりの道に到達した者は、何転生かののちには必ず悟りに到達すると言われていたことから考えると、清浄行の全体というものは修行完成者の立場から見た場合、今世のみにとどまらず、光に向かう人間全体が何転生にもわたって清浄行に努めるというほどの意味合いがあったものと見ることが出来る。また、「もはや輪廻の範囲に戻ってくることのない境地」というのは、初期の仏教では理想の境地とされていたとされることについても、林野にて個々人のさとりを究めることよりも、社会全体に清浄行を盛んにしてゆくことの比率の方が大きかったのではないかと思われてくる。
あるときコーサラ国王に対して、「善き友をもつことは、清浄行の全体である。」と語り、修行に関係している者全体が、清浄行をとおして八つの正しい道を修めることになるであろうとした。そして、王に対して、自分自身も善き友となるように、善きことをなすのに務め励むならば、八つの正しい道を盛んならしめることになることを教示した。
初期仏教の中心思想 としては、「悪をなさず」ということが考えられている。そして悪をなさないことの対極にある善きこととは、清浄行というものが考えられていて、宗派の枠を超えて自他ともに善友となってゆくことが、活動の目的の位置にあったと見ることも出来る。

## 修行完成者の場合
ゴータマ自身は、最高の清浄に達したのは、さとりに至る道、戒めと、精神統一と、智慧とを修めたからであると説いている。ゴータマはそうした立場に立ち、修行完成者が善き友となることによって人々が清浄行の全体に至れるように導かれ、人生の試練や生老病死の世界からの解脱に至ることができるとした。
「わたしは、天界の絆、人間の絆、すべてのきずなから解放されている。多くの人々の利益のために、多くの人々の幸せのために、世間の人々をあわれむために、神々（死んだ人間とほぼ同じ）および人間の利益のために、幸せのために、遍歴をなせ。」と修行僧たちに説話をした。

### 説法と托鉢行
成道後ゴータマはひたすら説法と教化の日々を送ったという。在家帰依者、一般の他宗修行者、生活者への法の説示の目的は、清浄な行いが久しく存続すること（それをよく保って実践し、実習し、盛んにすべきこと）であったとされている。
ゴータマらは、毎年雨季には一カ所にとどまって、定住生活（雨安居）を行い、それ以外の時期はつねに伝道のために各地を遊行して回ったとされている。インドでは諸宗教を通じて、雨季には家に閉じこもる習慣を守っていたとされ、ゴータマの場合は、かれに付き従っていた人はあまりいなかったのではないかとされている。随従した人として記されているのは、アーナンダくらいであったという。

### 法の鏡という法門と清浄行
法の鏡という法門は、立派な弟子の場合は、この法門によって自分の運命を見極めることができるとしたものである。「わたくしには地獄は消滅した。畜生のありさまも消滅した。餓鬼の境涯も消滅した。悪いところ・苦しいところ（地獄）に堕することもない。・・・わたしは必ずさとりを究める者である」というように、ゴータマの教えを深く学んだ人は誰でも、さとりの道のある段階に達することによって、誰もが善友とともに何転生かののちには清浄行を究めることが見極められることができるようになるとされている。
230　　深い智慧ある人が説きたもうたもろもろの聖なる真理をはっきりと知る人々は、たとい大いになおざりに陥ることがあっても、第八の生存を受けることはない。このすぐれた宝は〈つどい〉のうちにある。（スッタニパータ）とされていて、さとりの道に到達した人（預流果を得た人）は、大きくわき道に逸れることがあっても、第七回の生存までにニルバーナを得るということが述べられている。　これは、〈つどい〉とされている善友という観点から見ると、さとりの道に到達した人は、それ以降の転生を善友として修行完成者が見守っているというようなことであり、さとりの道に至った在家の人は、（パンダカのように）それ以降の転生をさとりを究めるという目的にそって、人生を設定して生まれてくるようになると説いているようでもある。

## 修行完成者となるための修行者の場合 （ゆるやかな苦行者）
修行僧において、人間としての理法を実践し、清浄な行いを久しく存続することは、多くの人々の利益のために、多くの人々の幸福のために、世間の人を憐れむために、神々（死んだ人）と人々との、利益・幸福につながることになるとしたとされる。中道を説くようになったのは仏教がある段階にまで発展してからのことであり、最初期はむしろ他宗よりもゆるやかな苦行を奨励していたとされている。
これは対機説法の関係で、中道を説くまでには至っていない仙人を目指しているような段階の人には、ゆるやかな苦行を奨励したということでもあるようだ。

### 憶念
猛獣のいる林野にて修行する者たちにたいして、もし恐怖や戦慄に捉えられたときは、われを憶念せよとしている。憶念の内容は、「かの尊き師すなわち、敬わるべき人、全きさとりを開いた人、明知と行いとを具えた人、幸せな人、世間を知った人、人間を調練する無上の人、神々と人間の師、ブッダ、尊き師はこのような人である。」と念ずるように教示されている。これは六神通による慈悲と関係があり、善友となることとあわせて、孤独な修行者で、林野にて憶念する者への個別の関りを約束したものと考えられる。

### サーリプッタの考える道順
真人・正しくさとった人のすべてが通ってきた道順は、五蓋を捨て去って、心の煩悩を明らかに知って、四つのことを心に思い浮かべる修行（四念処）のうちに心を安立し、七つのさとりのことがら（七覚支）を如実に修行し、無上のさとりを完成したということであった。
また、最初の時期には五下分結についての解釈は一定しておらず、死後に四悪道のいずれかにおもむかせる五つの束縛という解釈もされていた。
（170）　その尼さまは、次の教えを説き示してくださいました。・・六つの感官と認識対象とを合わせた十二の領域と、十二の領域に六つの認識作用を合わせた十八の要素と、最高の目的に達するための四つの尊い真理と、五つのすぐれたはたらきと、五つの力と、七つのさとりを得るためのてだてと、八つの実践法よりなる道（八正道）とを説き示した。（172）　禅定し、その教示を実行し、夜の初更に前世のことを思い起こしました。夜の中更にすぐれた眼（天眼）を浄めました。夜の後更に、無明の闇黒の塊を破り砕きました。という経文が残されている。

## 修行完成者となるための修行者の場合（尼僧・在家信者等）
ゴータマは尼僧等（在家を含めて）に関しては、さとりに至る道に到達することを目的としていたようである。三つの束縛を滅ぼしつくした人は、悪いところに堕することのないきまりであって、必ずさとりを達成するはずだ、とされた。これらの人たちには、三つの束縛からくる無明を克服しようという気持ちが起きただけで、すでにさとりの道に達したものと考えられ、必ずさとりを達成することになっている、というようなシンプルな教えが説かれていたようだ。
死んだ50人以上の在家信者たちは、ひとを下界に結びつける五つの束縛を滅ぼしつくしたので、ひとりでに生まれて、そこでニルバーナに入り、この世界にもはや還ってこない。ある在家信者は、ひとを下界に結びつける五つの束縛を滅ぼしつくしたので、かしこに生まれて、そこでニルバーナに入り、その世界からこの世界にもはや還ってこない）とされ、

1258　眼ある人・太陽の裔であるブッダは、生ける者どもを慈しむがゆえに、四つの尊い真理をみごとに説示された。

1259　（１）苦しみと、（２）苦しみの成り立ちと、（３）苦しみの超克と、（４）苦しみの終滅（静止）におもむく八つの部分より成る尊い道（八正道）とである。
147　スジャーター尼は在家の時、ある遊園に行った帰りに、ゴータマと出会い、「大いなる仙人のことばを聞いて、真実に通達し、まさにその場で、汚れのない真理の教え、不死の境地を体得しました。」と語ったとされる。　
163　グッター尼よ、至上の目的を具現せよ。生ける者どもは、心に欺かれ、悪魔の領域を楽しみ、智慧の無い者として、幾多の生まれを繰り返す輪廻のうちを駆け巡る。快楽を求める欲求、怒り、自身を執するあやまった見解、邪な警戒についての執着、第五に疑惑・・・。下位の領域にみちびくこれらの束縛を捨てたので、尼僧よ、そなたはもはやこの世に還ってくることはないであろう。欲情、慢心と無知と、心の高ぶりとを除いて、もろもろの束縛を断って、そなたは苦しみを終滅させるであろう

スッタニパータ　231　には、1:自身を実在とみなす見解と、2:疑いと、3:外面的な戒律・誓い、という三つのことがらが少しでも存在するならば、かれが知見を成就するとともに、それらは捨てられてしまう。かれは四つの悪い場所から離れ、また六つの重罪（六重罪）をつくるものとはなり得ない。このすぐれた宝が〈つどい〉のうちに存する、と説かれている。

## 在家信者の場合
当時の社会で一般的であったバラモン教と新しく生まれた仏教とは、二者択一的な矛盾関係にはなかったとされている。仏教側としては、娑婆世界に暮らす人は修行者としてのゴーダマに施与をするのは当たり前の習慣であって、施与は修行完成者に施与をするという功徳を積むことができるものと考えていた。
ゴータマは「世間は無明によって覆われている。世間は貪りと怠惰のゆえに輝かない。欲心が世間の汚れである。苦悩が世間の大きな恐怖である、とわたしは説く（スッタニパータ）」と語り、世の中の苦に対しても苦集滅道を働きかけていたと見ることができる。
「世の人々のことについて、聖者は、善き友と交わることをほめたたえられました。という言葉からは、世の人の苦しみを救うのに、ゴータマは自らをその人の第一の善友となるべく、伝道・苦集滅道・他心通・対機説法等の活動を行っていたと見ることが出来る。
コーサラ国王に対して、世には四種類の人間がいることを説いた。１、闇から闇におもむく者（死んでから地獄の暗黒におもむく）、２、闇から光におもむく者（死んでから神々の世界におもむく）、３、光から闇におもむく者、４、光（富んでいて、信仰・崇高な思いがある）から光におもむく者、の4種類の人間がいることを説いた。
在家で生活の業を営んでいる者（王も含まれる）には、戒めと最上の生活が大切であるとしていた。仏教は業を捨てることが一般的と考えられているが、初期には正しい行為、善い行為を積極的に勧めていたとされる。
また、コーサラ国王に対して、理法に従って努めはげむ者は、現世の利益と来世の利益とをともに達成しうることを説いたところを見ると、政治を含めた人間社会全般の生き方について、来世や、不死の門における生命を前提とした滅と、現世での幸福を達成する生き方は別のものではないと考えていたようにも見える。
死んだ90人以上の在家信者たちは、三つの束縛を滅ぼしつくしたから、欲情と怒りと迷いとが漸次に薄弱となるがゆえに、（一度だけ帰る人）であり、一度だけこの世に還ってきて、苦しみを滅ぼしつくすであろう。
死んだ500人以上の在家信者たちは、三つの束縛を滅ぼしつくしたから、（聖者の流れに踏み入った人）であり、悪いところに堕することのないきまりであって、必ずさとりを達成するはずである。
世俗の生活をしている人が、そのままでニルバーナを体得できるかどうかということは、初期について讃意を表したことがあるとされる。その神の子とは、実在していた（孤独な人々に食を給する長者）と呼ばれる資産家であったことと、生前、サーリプッタ長老を信仰していたことを、アーナンダとゴータマは語ったとされる。